# Serafin (Chudowola)
Serafin – nieoficjalny przysiółek wsi Chudowola, w Polsce, w województwie lubelskim, w powiecie lubartowskim, w gminie Michów.
Przysiółek należy do sołectwa Chudowola.
Miejscowość nie figuruje w systemie TERYT. W PRNG zapisano wstępnie jej nazwę na podstawie mapy. Statut tego obiektu geograficznego to przysiółek niestandaryzowany wsi Chudowola.
W latach 1975–1998 miejscowość administracyjnie należała do województwa lubelskiego.